# 大正民主
大正民主（日语：／ Taishō Demokurashī */?）是指日本自1912年桂内阁总辞至1932年犬养毅遭暗杀的20年間，所推行之符合現代民主的政治體制及政策，由於大部分時間落在大正時代內而得名。在第一次大正政變後這期間，日本內閣多為政黨政治的互動，內政上以民意所趨為主，外交則採取對中國內政不干涉、日蘇友好等策略（幣原外交）。
另外，在外地（殖民地）經營方面，則受到國際民族自決潮流影響，較之前鐵腕統治開明。以台灣為例，台灣總督改由文官出任，台灣議會設置請願運動、台灣文化協會、台灣農民組合、台灣工友總聯盟等各種政治、社會運動勃興。

## 背景
從明治中期至大正初期，日本的政治被稱為元老的八人所支配。這些人大多是在協助明治天皇推翻江戶幕府的討幕運動中的功臣，這八人分別是長州藩出身的伊藤博文、山縣有朋、井上馨與薩摩藩出身的黑田清隆、松方正義、西鄉從道、大山巖。尤其是山縣有朋的權勢，由明治晚期持續至大正中期。儘管在法律上並無明文規定，但是內閣總理大臣（首相）的人選均是先經過元老們參與討論，由元老向天皇推薦，再由天皇向總理大臣「大命降下」授命組閣，形成所謂的藩閥政治。藩閥政治一直是1880年代以來自由民權運動所批判的對象。隨著明治時代結束，人們期盼大正時代的到來能夠實現基於憲法的民主政治。在明治晚期，長州藩出身的桂太郎與京都公家出身的西園寺公望輪流執政，史稱為桂園時代。
明治天皇的統治晚期政府支出增加，明治晚期的日俄戰爭，基本上是以人海戰術獲勝。特別是連年的海外軍事活動，使得政府財政困難。明治天皇在1912年駕崩後，給新登基的大正留下龐大財政負擔，當時的首相西園寺公望準備財政改革，預定削減軍費。此時陸軍的田中義一提出的增師案被內閣否決，陸相上原勇作向大正天皇直接辭職，由於陸軍抵制內閣，不提名下任陸軍大臣，西園寺內閣因此在1912年12月21日倒台，第三次桂太郎内閣成立，桂園時代結束。
由於對內閣制實施以來藩閥長期壟斷總理大臣人選的不滿，衆議院議員尾崎行雄與犬養毅於是發起第一次憲政擁護運動，喊出「打破閥族，擁護憲政」的口號，提出了對桂內閣的不信任案，迫使桂內閣在2月20日總辭（大正政變），這象徵著護憲派第一次有實力挑戰藩閥的勢力。
1914年第一次世界大戰爆發，日本不處於直接戰場，戰爭帶來的物資需求使得日本景氣空前繁榮，各種產業飞速發展，克服了日俄戰爭以來的財政問題；戰後歐洲各傳統強權元氣大傷，加上1917年蘇俄成功建立世界第一個共產政權、1918年美國總統威爾遜提倡民族自決原則，自由民主思想襲捲全球，各種思潮如雨後春筍般湧現。

## 理論支柱
1912年，憲法學者美濃部達吉在《憲法講話》中發表天皇機關說，認為天皇只是國家行使統治權的機關，國會應有獨立機能。1916年，同為東京帝國大學教授的吉野作造在《中央公論》提倡民本主義，從此普選運動逐漸變得活躍。

## 原敬内閣
1918年俄國內戰爆發，寺内正毅內閣以拯救捷克斯洛伐克軍團為藉口出兵西伯利亞（西伯利亞出兵），由於需要軍糧，政府買盡了市場上的米，造成米價暴漲。在富山縣發生的小騷動很快擴散至全國，演變為大規模暴動（是為米騒動），寺内內閣為事件負責而在9月21日總辭。原敬接任，成為日本首位沒有持有爵位的首相，也正式打破了內閣制實施以來的藩閥政治。

## 第二次護憲運動
1923年12月27日發生虎之門事件，第二屆山本內閣總辭以示負責。樞密院議長清浦奎吾接任首相，但由於閣員皆由貴族院議員出任，導致護憲派不滿，發起第二次憲政擁護運動。結果由立憲政友會、憲政會、革新倶樂部等護憲三派組成加藤高明內閣。加藤任內于1925年3月制定《普通選舉法》，實現25岁以上成年男子拥有选举权选举众议员，这个数字大约占总人口25%；當時女性、外地居民及僑民被排除在外，直到1945年4月日本战败前夕日本政府修改议员选举法，允许外地居民纳税15日圓以上、选举人名册在册超过一年以及年满25岁者参与众议院选举，惟此法令因日本战败而未能实施。從加藤開始的6代內閣皆為眾議院多數黨交替組成的政黨內閣，由政友會及民政黨兩大政黨輪替執政，「憲政之常道」自此確立。

## 憲政之常道
憲政之常道是大正後期到昭和初期在大日本帝國憲法下政黨政治的慣例，先由元老商议后向天皇推薦首相人選，再由天皇做最后的决定和任命。首相提名人选为眾議院的多數黨黨魁，并由其組閣。當原執政黨倒閣時，再任命最大在野黨黨魁組閣，由两大黨輪流執政。

一般按照惯例，日本首相在明治维新到二战这一段时期是由明治维新的元老们开会商议人选后，最终交由天皇决定的，并非由议会决定的。

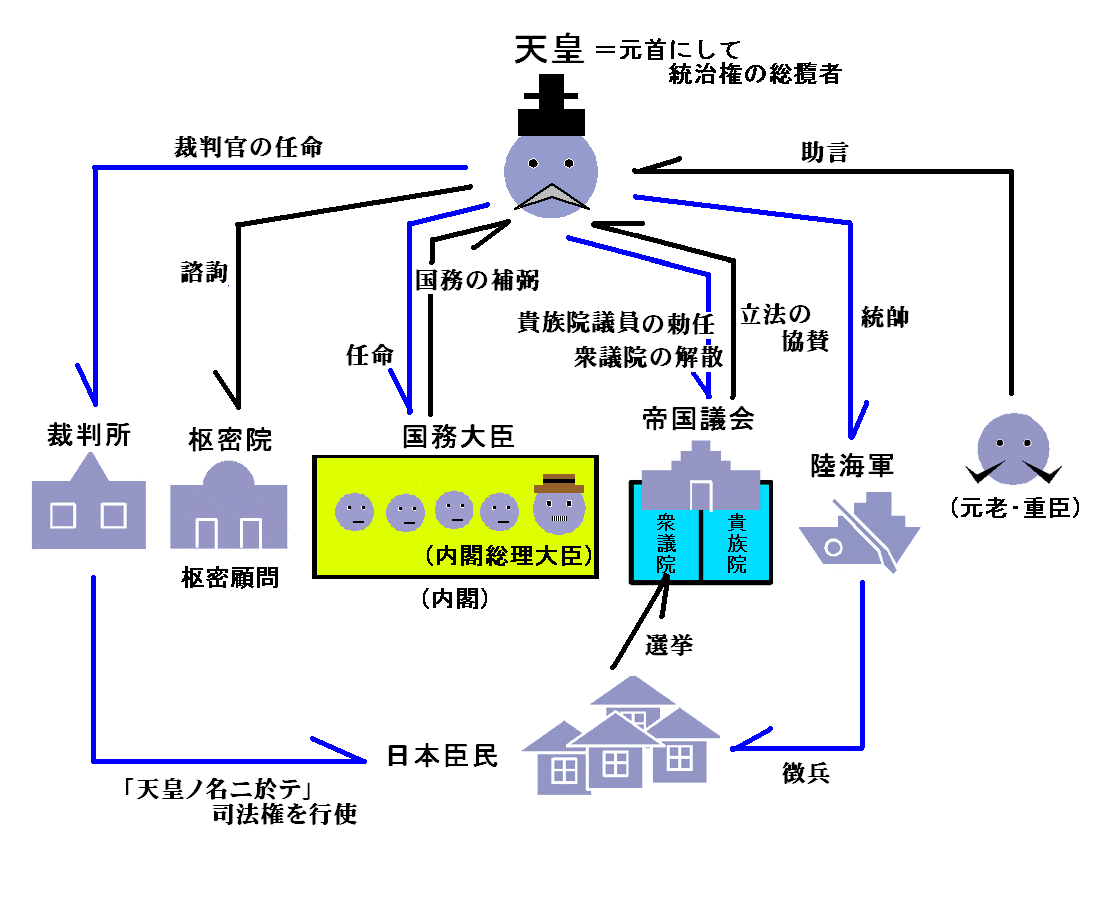
日本二战前政治结构图

但西園寺公望與其他薩長元勳相差一個世代，大正天皇即位時才被列入元老，因此當1924年松方正義死後，西園寺便成為唯一的元老，從那以後內閣總理大臣的奏薦便由西園寺與内大臣協議進行。西園寺早年留學法國，受教於法律學教授埃米尔·阿科拉。由於他在歐洲的經歷，西園寺是他那個世代重要的自由派政治人物，他也是最早主張由眾議院多數黨組閣的日本政治家之一，在西園寺成為唯一的元老後，則秉持這個原則向天皇推薦首相。由於大正天皇病重、在攝政裕仁親王年幼與尊重元老意見的情況下，元老提名的首相人選幾乎篤定成為內閣總理大臣；在沒有君主集權的干預下，這個時期反而成為政黨政治活躍的黃金時代。
| 内閣            | 任期                          | 執政黨     | 總辭理由               |
| --------------- | ----------------------------- | ---------- | ---------------------- |
| ❚ 加藤高明内閣  | 1924年6月11日－1926年1月28日  | 憲政會     | 首相病死               |
| ❚ 第1次若槻内閣 | 1926年1月30日－1927年4月20日  | 憲政會     | 昭和金融恐慌處理問題   |
| ❚ 田中義一内閣  | 1927年4月20日－1929年7月2日   | 立憲政友會 | 張作霖暗殺事件處理問題 |
| ❚ 濱口内閣      | 1929年7月2日－1931年4月14日   | 立憲民政黨 | 首相健康狀態不良       |
| ❚ 第2次若槻内閣 | 1931年4月14日－同年12月13日   | 立憲民政黨 | 滿州事變處理問題       |
| ❚ 犬養内閣      | 1931年12月13日－1932年5月26日 | 立憲政友會 | 首相暗殺               |

## 政黨内閣時代的結束
第一次世界大戰結束後，歐洲各國的市場逐漸恢復，造成大量戰爭期間生產的產品滯銷，大戰期的經濟泡沫破裂；1919年日本經濟由出超轉為入超，1920年股市也暴跌，加上1923年發生關東大地震，造成戰後恐慌。1927年，累積多年的不良債權問題終於爆發，日本多家銀行瀕臨破產或倒閉，景氣急速惡化。
議會内閣制在明治憲法的規定下基礎並不穩固。海軍、陸軍以及樞密院、官僚等勢力在政黨內閣內依然有很大的政治力量，並經常介入政黨內閣的運作。隨著政黨對立的激化，在野黨經常與陸海軍、樞密院、官僚等非政黨勢力聯手攻擊執政黨。普通選舉的實現使得有選舉權者大幅增加，伴隨著政治獻金的巨額化，結果導致政治腐敗問題的出現。
進入1930年代，由於政黨間的對立、少壯派軍人在中國滿洲大暴走、經濟大蕭條、軍部對於裁軍的不滿等一連串內憂外患，使得軍部、官僚、右翼等保守勢力對於政黨政治的不滿高漲。1932年5月15日，首相犬養毅遭到海軍青年軍官暗殺（五一五事件）。在犬養首相被暗殺後，西園寺原先考慮推薦政友會總裁鈴木喜三郎繼續政黨政治，然而由於輿論對兇手的同情、陸軍抵制政黨內閣等因素，經多方妥協的結果，西園寺最後推薦留美的條約派前海軍大將齋藤實，於是天皇在5月26日任命齋藤實組閣，（戰前）政黨内閣時期到此結束。
此外由於暗殺事件頻繁 （1931年三月事件、十月事件、1932年2月血盟團事件）以及原敬（1921年歿）、濱口雄幸（1930年遇刺，翌年歿）、犬養毅等平民政治家相繼遇刺身亡，戰前政黨政治也人材耗損嚴重、後繼沒有強勢政治人物的領導，無力對抗軍部與法西斯更進一步的壯大。
1936年皇道派少壯軍官發動軍事政變「清君側」，首相岡田啓介遇襲、內大臣齋藤實、大蔵大臣高橋是清等人被殺、侍從長鈴木貫太郎重傷（二二六事件）。在二二六事件平定後，86歲的西園寺出來平息政局，皇道派自此失勢，然而在統制派控制的軍部抵制下仍難以組閣，西園寺在奏薦宇垣一成失敗後逐漸淡出政壇，原先期望同為貴族出身的近衛文麿能夠繼續議會政治，但沒想到近衛是一位軍國主義者，與陸軍大臣東條英機共享軍政大權，上任不久便派兵侵華。1940年近衛成立大政翼贊會，解散所有政黨，實行一黨專政，議會政治到二戰結束終究沒有恢復。

## 討論
學者英子·丸子·施奈華（Eiko Maruko Siniawer），在他研究近世至近代的日本民主與暴力的著作中認為，提及日本民主的日本歷史學者，他們所最常引用之「大正民主」一詞，雖然已經是盡可能的捕捉了該時期的多種政治與社會潮流。但是就時間先後言之，「大正民主」是「既僵化又短暫，以致這段時期和前後時期很難有所連結。」而且該詞彙也使人忽略該時期的國家主義與帝國主義，同發生於昭和早期的全面戰爭，以及軍國主義之間的彼此連結。